# Доходный дом А. Ф. Циммермана
Доходный дом А. Ф. Циммермана — памятник архитектуры. Расположен в Петроградском районе Санкт-Петербурга, современный адрес дома — Каменноостровский проспект, 61, улица Чапыгина, 2.
Здание построено Ф. И. Лидвалем при участии А. Ф. Нидермейера в две очереди. Первая очередь, Г-образный угловой дом, был построен в 1906—1907 годах, и был награждён почётным дипломом Городской думы на конкурсе лучших фасадов. На чертежах второй очереди стоит подпись Нидермейера, но они почти точно воспроизводят старый проект; правое звено вдоль улицы Чаплыгина и надстройка дворовых флигелей были сделаны в 1913 году.
У левого ризалита со стороны проспекта уступчатое строение и плавный криволинейный щипец, на другом фасаде малые щипцы сделаны над двумя эркерами. Все пять эркеров разные. Три крупные, светлые, из гранёных и округлых частей. Эркер ризалита — плоский с лопатками. На углу здания — не выступающая из основного объёма башня, утратившая на 2012 год пирамидальное завершение.
На уступе ризалита и на углу участка сделаны открытые террасы, между ними расположен палисадник. У дома двадцать типов окон, разнообразно расставленные балконы, яркие отделочные материалы — переплёты окон сложные, с мелкой расстекловкой верхних частей, основание здания более насыщенно по цветовой гамме и фактуре, верх более лёгкий и светлый. Цоколь облицован серым гранитом, повышен у башни и ризалита, продолжается в каменных порталах и угловом простенке-пилоне. После цоколя до середины второго этажа идёт широкая полоса красно-коричневого маломерного кирпича-кабанчика с узорным бордюром. Верхняя часть фасадов покрыта светло-охристой штукатуркой. У гранитного портала ризалита рустованные колонны, стены декорированы лепными рельефами (картушами, гирляндами, арабесками). У решётки ворот классицистический рисунок — розетки, венки и пики.
У дверей дома накладные пилястры, внутри здания есть пёстрые изразцовые печи и мраморные камины.
В 1960-х годах, в период строительства поблизости гостиницы «Дружба», художник Б. П. Аксельрод отбойным молотком в технике «сграффито» выполнил на торцевой стене здания декоративное панно «Дружба».